# Bir Taleb
Bir Taleb (franska: Bir Taleb (CR), Bir Taleb (Commune Rurale), arabiska: الرواشد) är en kommun i Marocko.   Den ligger i provinsen Sidi Kacem och regionen Rabat-Salé-Kénitra, i den nordöstra delen av landet, 110 km öster om huvudstaden Rabat. Antalet invånare är 11 252.